# Nota de Gastos
Nota de Gastos (spanisch, „Spesenrechnung“) ist ein in einigen spanischsprachigen Ländern übliches Dokument zur Abrechnung von Fracht- und weiteren Kosten. Es können alle sonstigen Kosten abgerechnet werden, angefangen von Frachtspesen, Kosten für den Zollagenten, Kosten für Verpackung und Container usw.
Hintergrund sind Praktiken, wo entgegen der offiziellen Vertragsbedingung, beispielsweise bei der Lieferbedingung „Kosten und Fracht“ (CFR, Cost and Freight), die Kosten für den Transport der Waren durch das verkaufende Unternehmen ausgelegt und später an das kaufende Unternehmen verrechnet werden. Sofern diese Kosten nicht auf der Handelsrechnung enthalten sind, ist es in einigen Ländern üblich, ein zusätzliches Dokument auszustellen, die Nota de Gastos, auf der diese zusätzlichen Positionen detailliert aufgeführt sind. Das Dokument muss mit den anderen Dokumenten beim Zoll vorgelegt werden und wird für die Berechnung des Einfuhrzolls und die Einfuhrumsatzsteuer verwendet.